# أندرو إيفانز (رامي القرص)
أندرو إيفانز (بالإنجليزية: Andrew Evans) هو رامي القرص أمريكي، ولد في 25 يناير 1991 في بورتاغ في الولايات المتحدة.

## وصلات خارجية
- أندرو إيفانز على موقع الاتحاد الدولي لألعاب القوى (الإنجليزية)
- أندرو إيفانز على موقع الاتحاد الأمريكي لسباقات المضمار والميدان (الإنجليزية)
- أندرو إيفانز على موقع TFRRS.org (الإنجليزية)
- أندرو إيفانز على موقع اللجنة الأولمبية الدولية (الإنجليزية)
- أندرو إيفانز على موقع أوليمبيديا (الإنجليزية)
- أندرو إيفانز على موقع اللجنة الأولمبية والبارالمبية الأمريكية (الإنجليزية)